# Bruno Malias
Bruno Malias Mendes, mais conhecido como Bruno Malias (Rio de Janeiro, 29 de março de 1980), é um futebolista de areia brasileiro. Ex-atleta da Seleção Brasileira, recordista brasileiro em números de gols nas Copas do Mundo de Areia FIFA e tetracampeão da Copa do Mundo de Beach Soccer FIFA. Foi o 3º melhor jogador do mundo em 2006 e 3º artilheiro da Copa do Mundo em 2006 e 2007. 
Em sua carreira, atuou em equipes como Flamengo, Botafogo, Corinthians, Santos, Rio Branco, Sporting, Boca Juniors, Spartak Moscou, Besiktas, além de equipes como: Energia (Hungria), Malvin (Uruguai), Sable Dancers (Suíça), Milano (Itália), Lignano (Itália), Catanzaro (Itália), Seleção de Vitória e Seleção Capixaba de Beach Soccer.
Formado em  Educação Física (2008), pós-graduado em Gestão do Esporte (2015) e Instrutor FIFA (2014), após encerrar sua carreira como atleta, deu continuidade no futebol de areia no extra-campo. Foi treinador da Seleção de Seicheles (2015), coordenador técnico da Federação Húngara de Futebol, de 2016 a 2017, treinador da Equipe do Energia Beach Soccer (2018), auxiliar técnico da equipe do Emirados Árabes, 2019. No Brasil, foi o treinador da Equipe do Rio Branco Beach Soccer Feminino, de 2011 a 2019. 
É mestrando na Universidade Federal do Espírito Santo (UFES), no campo da Educação Física, e estuda os "Efeitos dos Projetos Esportivos de Caráter Social". 
Desenvolveu projetos esportivos como: a Escola de Craques Bruno Malias, o Circuito Capixaba de Beach Soccer, o Campeonato Metropolitano, na Associação Capixaba de Esporte e Lazer.
Foi Presidente da Associação Comunitária de Jardim Camburi, em Vitória/ES, por 2 anos, eleito em maio de 2022.
Foi Subsecretário de Esporte Educacional Comunitário e Lazer, da Secretaria de Esportes e Lazer (SESPORT), do Governo do Estado do Espírito Santo.
Atualmente é vereador da cidade de Vitória, pelo partido PSB, eleito em 20024 com 3.079 votos para o mandato de 2025 até 2028. 

## Infância e Juventude
Bruno Malias nasceu no Rio de Janeiro, e deu seus primeiros passos no futsal do Club Municipal do Rio de Janeiro, mas aos 12 anos, se mudou para Vitória, onde desenvolveu toda sua carreira esportiva e profissional. Filho de Adalberto Mendes Neto e Wanda Maria Malias Mendes, entrou para a equipe de base do Clube de Natação e Regatas Álvares Cabral. Porém, devido a condição financeira de sua família, transferiu-se para a equipe do Colégio Nacional, onde teve bolsa de estudos junto de seus irmãos, Diogo e Pedro.
Atuava como atleta de futsal e futebol de campo. Pelo Sport Clube João Nery, de Santo Antônio, foi campeão estadual da Copa A Gazetinha, em 1995. Em 1996, foi campeão capixaba de futebol (FES) pela mesma equipe. Em 1999, de volta ao Álvares, após o Campeonato Brasileiro de Futsal Juvenil, onde foi quarto colocado, teve seu primeiro contrato profissional assinado com a equipe do Minas Tênis Clube, transferindo para Belo Horizonte (MG).

## Carreira

### Minas Tênis Clube
Atuando pela equipe juvenil e pela equipe adulta, foi o artilheiro da equipe se computados todos os campeonatos e amistosos disputados. Naquele tempo, o Minas foi vice-campeão Metropolitano e Mineiro, nas categorias juvenil e adulto. Ainda em Belo Horizonte, foi campeão mineiro universitário pela PUC-Minas.

### Seleção de Vitória de Beach Soccer
De volta a Vitória, no início dos anos 2000, foi convidado para atuar pela Seleção de Vitória de Beach Soccer, iniciando uma trajetória fantástica e gloriosa nas areias do Brasil e do Mundo. Em seu primeiro Campeonato Estadual, foi vice-campeão, despertando o olhar atento dos praticantes da modalidade, pois trazia como principal característica o profissionalismo e comprometimento apropriados no tempo de atleta profissional de futsal. Além de uma inteligência de jogo e frieza na hora da conclusão a gol particular que resultou na convocação para a Seleção Capixaba de Beach Soccer. Foi, em 6 oportunidades, campeão capixaba, pela seleção de Vitória. E, outras duas vezes, pela Seleção de Vila Velha e Cariacica.

### Seleção Capixaba de Beach Soccer
Em 2002, foi campeão no primeiro campeonato disputado, a Copa Sudeste, ocorrida nas areias da Praia da Costa, em Vila Velha (ES). No Campeonato Brasileiro de Seleções, no mesmo ano, foi vice-campeão e jogador revelação. Desde então, esteve presente em todas as convocações, campeonatos, amistosos e jogos festivos até o final de sua carreira, 2015. Foi Campeão Brasileiro, em 2010, ano que levou o título de melhor jogador do Brasil. Depois do Brasileiro de 2002, foi convocado pela Seleção Brasileira de Beach Soccer.

### Seleção Brasileira de Beach Soccer
Sua estreia ocorreu contra a equipe da França, em Marselha. Seu primeiro gol aconteceu contra a equipe da Bélgica, em sua segunda partida. A partir de então, ficou 10 anos na Seleção, conquistando, por 4 vezes, a Copa do Mundo de Beach Soccer FIFA (2006, 2007, 2008, 2009), vice-campeão em 2011 e 3º colocado em 2005 e 2013. 

## Títulos
Seleção Brasileira
- Tetracampeão da Copa do Mundo de Futebol de Areia (2006, 2007, 2008, 2009)
- Hexacampeão das Eliminatórias para a Copa do Mundo de Futebol de Areia (2005, 2006, 2007, 2008, 2009, 2011)
- Hexacampeão do Mundialito de Futebol de Praia (2004, 2005, 2006, 2007, 2010, 2011)
- Tetracampeão da Copa Latina (2005, 2006, 2008, 2009)
- Bicampeão do Campeonato Sul-Americano (2008, 2009)
- Ouro nos Jogos Sul-Americanos de Praia (2009)
- Campeão da Copa América (2012)
- Campeão do Mundo (2004)
- Tetracampeão da Copa Latina (2005, 2006, 2008, 2009)
- Campeão da Copa das Nações (2007)
- Hexacampeão do Desafio Brasil x Seleção do Mundo (2005, 2007, 2008, 2009, 2010, 2012)
- Bicampeão do Master PRO Beach Soccer Tour (2005, 2009)
- Campeão do Torneio de Independência do México (2010)
- Campeão da Riviera Maia Cup (2013)

Seleção de Vitória
- Hexacampeão do Campeonato Estadual (2003, 2004, 2005, 2007, 2008, 2010)

Seleção de Vila Velha
- Campeão do Campeonato Estadual (2011)

Seleção de Cariacica
- Campeão do Campeonato Estadual (2012)

Seleção Capixaba
- Campeão do Campeonato Brasileiro (2010)
- Campeão da Copa de Seleções (2006)
- Campeão da Copa Sudeste (2011)

Corinthians
- Campeão do Mundialito de Clubes (2013)

Sporting
- Campeão do Campeonato de Elite (2010)

Malvin
- Campeão do Campeonato Uruguaio (2016)

Milano BS
- Campeão do Campeonato Italiano (2010)
- Campeão da Super Copa Italiana (2010)
- Bicampeão da Copa Itália (2009)

Terracina
- Campeão do Campeonato Italiano (2012)
- Campeão da Super Copa Italiana (2012)

Energia SC
- Tricampeão do Campeonato Húngaro (2015, 2017,2018)

Spartak Moscou
- Campeão da Supercopa de Moscou (2012)

Botafogo
- Campeão da Copa do Brasil (2011)

Flamengo
- Campeão da Copa do Brasil (2013)

Rio Branco Beach Soccer
- Tetracampeão do Campeonato Municipal de Vitória (2011, 2013, 2015)
- Campeão do Qualifier da Copa do Brasil (2016)

## Campanhas de Destaque
Rio Branco Beach Soccer
- Vice-campeão do Circuito Brasileiro - etapa Maranhão
- Vice-campeão do Circuito Brasileiro - etapa Espírito Santo
- Vice-campeão do Circuito Brasileiro Geral

Santos
- Vice-campeoão brasileiro (2012)

Lignano
- Vice-campeão do Campeonato Italiano (2007)

Terracina
- Vice-campeão do Campeonato Italiano (2008)

Milano BS
- Vice-campeão do Campeonato Italiano (2009)

Besiktas
- Vice-campeão do Copa da Turquia (2014)

Energia SC
- Vice-campeão do Campeonato Húngaro (2016)

Spartak Moscou
- Terceiro lugar na Copa da Rússia (2012)

Seleção de Vitória
- Vice-campeão do Campeonato Estadual (2000, 2001)

Seleção Capixaba
- Vice-campeão do Campeonato Brasileiro (2002, 2003)
- Terceiro lugar no Campeonato Brasileiro (2007, 2009)

Seleção Brasileira
- Vice-campeão da Copa do Mundo de Futebol de Areia (2011)
- Vice-campeão da Copa Intercontinental (2011 e 2012)
- Terceiro lugar na Copa do Mundo de Futebol de Areia (2005, 2013)
- Terceiro lugar nas Eliminatórias para a Copa do Mundo (2013)

## Prêmios Individuais
- Bola de Bronze (2006)
- Chuteira de Bronze (2006, 2007)
- Artilheiro das Eliminatórias Conmebol (2011)
- Eleito ‘Melhor Jogador’ das Eliminatórias Conmebol (2011)
- Melhor Jogador do Brasil (2010)
- Melhor da Copa América (2012)
- Artilheiro da Copa América (2012)
- Melhor do Campeonato Sul-Americano (2008)
- Melhor Jogador da Copa das Nações (2007)
- Troféu Fair-Play (2009)
- Artilheiro do Campeonato Brasileiro (2007)
- Melhor Jogador do Espírito Santo (2008)
- Artilheiro do Campeonato Estadual de Beach Soccer (2004)
- Melhor Jogador do Municipal de Vitória (2010)
- Artilheiro do Campeonato Uruguaio (2016)

## Ver Também
- Futebol de areia
- Seleção Brasileira de Futebol de Areia

## Ligações Externas
- Ficha na CBBS
- Instagram